# Deutsche Fechtmeisterschaften 2008
Bei den Deutschen Fechtmeisterschaften 2008 wurden Einzel- und Mannschaftswettbewerbe im Fechtsport bis auf eine Disziplin nacheinander im Olympiastützpunkt Tauberbischofsheim ausgetragen. Die Deutschen Säbel-Mannschaftsmeisterschaften 2008 wurde am 20. April 2008 in Eislingen ausgefochten. Die Meisterschaften wurden vom Deutschen Fechter-Bund organisiert.
Es konnte keiner der Vorjahreseinzelsieger seinen Titel verteidigen. Die Florettwettbewerbe gewannen Anja Schache und Benjamin Kleibrink, im Degen Beate Christmann und Sven Schmid sowie im Säbel Alexandra Bujdosó und Johannes Klebes. Bei Damenflorett- und Herrendegen-Einzel belegte der Fecht-Club Tauberbischofsheim alle Medaillenplätze, entsprechend gewann der Verein auch den jeweiligen Mannschaftswettbewerb und konnte so den Vorjahrestitel verteidigen wie auch im Herrenflorett-Mannschaftswettbewerb.

## Florett
Die Deutschen BKK Essanelle Meisterschaften 2008 fanden vom 19. bis 20. Januar 2008 in Tauberbischofsheim statt.

### Herrenflorett
| Platz | Sportler              | Verein                |
| ----- | --------------------- | --------------------- |
| 1     | Benjamin Kleibrink    | OFC Bonn              |
| 2     | André Weßels          | FC Tauberbischofsheim |
| 3     | Christian Schlechtweg | SC Berlin             |
| 3     | Dominik Behr          | FC Tauberbischofsheim |

### Herrenflorett (Mannschaft)
| Platz | Verein                | Sportler                                                     |
| ----- | --------------------- | ------------------------------------------------------------ |
| 1     | FC Tauberbischofsheim | Dominik Behr Sebastian Bachmann Johann Gustinelli Boris Zorc |
| 2     | FSC Jena              | Michael Stanek Thomas Stanek Robert Scholz Janek Löbel       |
| 3     | Heidenheimer SB       | Ralf Bißdorf Florian Kaufmann Dan Elsner Moritz Kröplin      |

### Damenflorett
| Platz | Sportler            | Verein                |
| ----- | ------------------- | --------------------- |
| 1     | Anja Schache        | FC Tauberbischofsheim |
| 2     | Carolin Golubytskyi | FC Tauberbischofsheim |
| 3     | Katja Wächter       | FC Tauberbischofsheim |
| 3     | Melanie Wolgast     | FC Tauberbischofsheim |

### Damenflorett (Mannschaft)
| Platz | Verein                | Sportler                                                             |
| ----- | --------------------- | -------------------------------------------------------------------- |
| 1     | FC Tauberbischofsheim | Melanie Wolgast Anja Schache Carolin Golubytskyi Katja Wächter       |
| 2     | SC Berlin             | Martina Zacke Katharina Schult Susanne Karg Daniella Wolf            |
| 3     | FSC Jena              | Katja Kliewer Susanne Michaluk Souline Blumenstein Christiane Scharf |

## Degen
Die Deutschen Samsung-Meisterschaften Einzel + Team 2008 fanden vom 3. bis 4. Mai 2008 in Tauberbischofsheim statt.

### Herrendegen
| Platz | Sportler         | Verein                |
| ----- | ---------------- | --------------------- |
| 1     | Sven Schmid      | FC Tauberbischofsheim |
| 2     | Jörg Fiedler     | FC Tauberbischofsheim |
| 3     | Norman Ackermann | FC Tauberbischofsheim |
| 3     | Martin Schmitt   | FC Tauberbischofsheim |

### Herrendegen (Mannschaft)
| Platz | Verein                  | Sportler                                                              |
| ----- | ----------------------- | --------------------------------------------------------------------- |
| 1     | FC Tauberbischofsheim   | Jörg Fiedler Sven Schmid Martin Schmitt Rudolf Haller                 |
| 2     | Heidenheimer SB         | Wolfgang Reich Thomas Markovics Stephan Rein Niklas Multerer          |
| 3     | TSV Bayer 04 Leverkusen | Christoph Kneip Achim Bellmann Jens-Steffen Pfeiffer Gerrit Heidemann |

### Damendegen
| Platz | Sportler         | Verein                  |
| ----- | ---------------- | ----------------------- |
| 1     | Beate Christmann | FC Tauberbischofsheim   |
| 2     | Britta Heidemann | TSV Bayer 04 Leverkusen |
| 3     | Monika Sozanska  | Heidenheimer SB         |
| 3     | Imke Duplitzer   | OFC Bonn                |

### Damendegen (Mannschaft)
| Platz | Verein                  | Sportler                                                             |
| ----- | ----------------------- | -------------------------------------------------------------------- |
| 1     | TSV Bayer 04 Leverkusen | Britta Heidemann Marijana Marković Jacqueline Huptas Caroline Meisen |
| 2     | OFC Bonn                | Sina Dostert Jessica Burnatowski Cheryl Jahn Angelika Kappen         |
| 3     | FC Tauberbischofsheim   | Beate Christmann Elke Birthelmer Vanessa Epp Anna Raisch             |

## Säbel
Die Deutschen EXPOCAMP Säbel-Einzelmeisterschaften 2008 fanden am 19. April in Tauberbischofsheim,
die Deutschen Säbel-Mannschaftsmeisterschaften 2008 fanden am 20. April 2008 in Eislingen statt.

### Herrensäbel
| Platz | Sportler          | Verein                |
| ----- | ----------------- | --------------------- |
| 1     | Johannes Klebes   | FC Tauberbischofsheim |
| 2     | Max Hartung       | TSV Bayer Dormagen    |
| 3     | Martin Kindt      | FC Tauberbischofsheim |
| 3     | Benedikt Beisheim | TSV Bayer Dormagen    |

### Herrensäbel (Mannschaft)
| Platz | Verein                | Sportler                                                     |
| ----- | --------------------- | ------------------------------------------------------------ |
| 1     | TSV Bayer Dormagen    | Nicolas Limbach Benedikt Beisheim Max Hartung Matyas Szabo   |
| 2     | FC Tauberbischofsheim | Martin Kindt Björn Hübner Johannes Klebes Sebastian Flegler  |
| 3     | TSG Eislingen         | Christian Kraus Harald Stehr Florian Lehnert Stefan Pressmar |

### Damensäbel
| Platz | Sportler          | Verein                  |
| ----- | ----------------- | ----------------------- |
| 1     | Alexandra Bujdosó | Königsbacher SC Koblenz |
| 2     | Sibylle Klemm     | TSG Eislingen           |
| 3     | Doreen Häntzsch   | FC Tauberbischofsheim   |
| 3     | Davina Hirzmann   | TV Alsfeld              |

### Damensäbel (Mannschaft)
| Platz | Verein                | Sportler                                                           |
| ----- | --------------------- | ------------------------------------------------------------------ |
| 1     | TSV Bayer Dormagen    | Stefanie Kubissa Davina Hirzmann Anna Limbach Lea Scholten         |
| 2     | TSG Eislingen         | Sibylle Klemm Diana Maier Melis Ercetin Julia Pressmar             |
| 3     | FC Tauberbischofsheim | Doreen Häntzsch Tamara Biesinger Amelie Zerfass Jacqueline Osyczka |